# Without Compromise

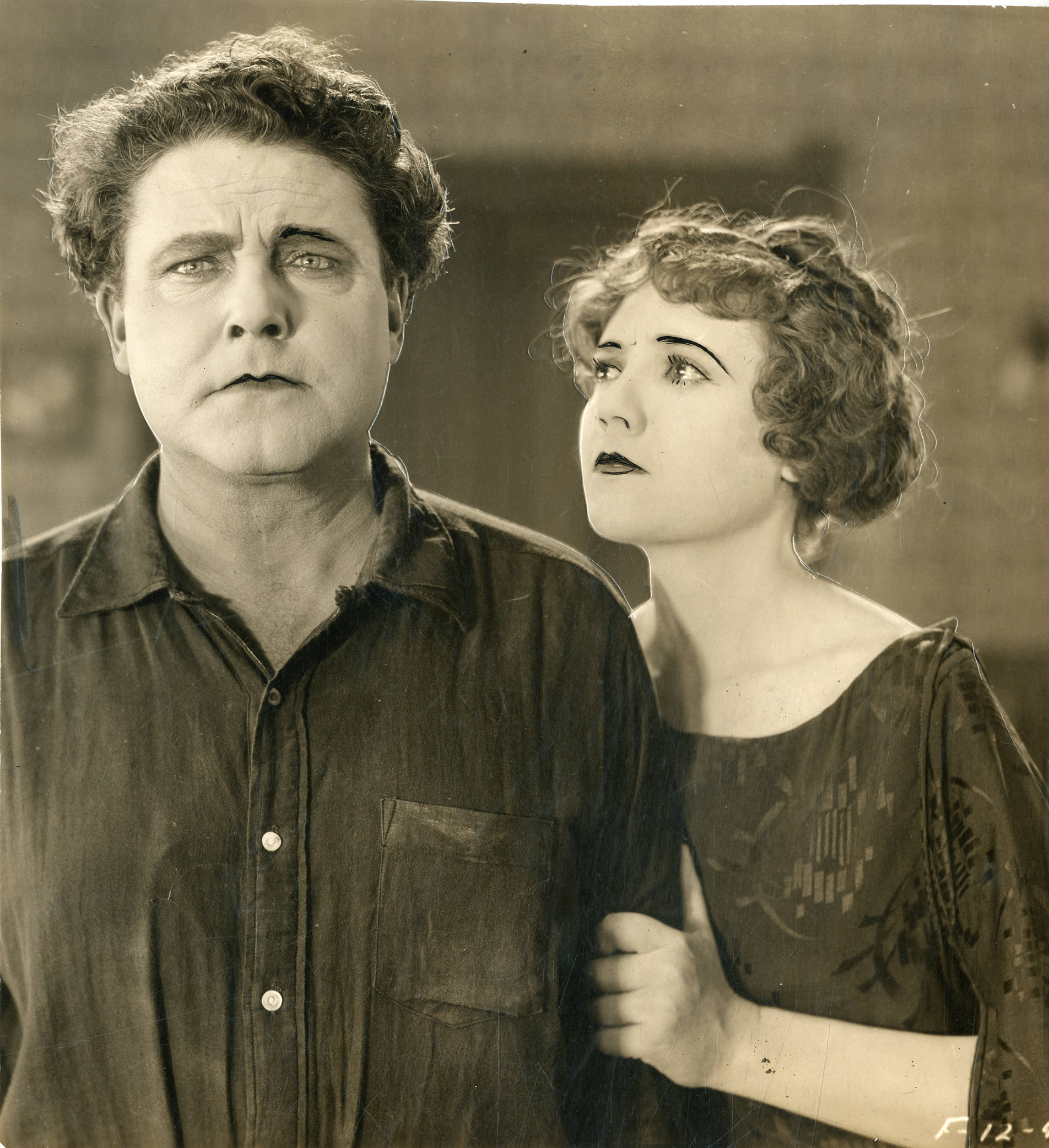
William Farnum et Lois Wilson.

Without Compromise est un film américain réalisé par Emmett J. Flynn, sorti en 1922.

## Fiche technique
- Titre : Without Compromise
- Réalisation : Emmett J. Flynn
- Scénario : Bernard McConville d'après Without Compromise de Lillian Bennett-Thompson et George Hubbard
- Photographie : Devereaux Jennings
- Société de production :	Fox Film Corporation
- Durée : 60 minutes
- Date de sortie :
  - USA : 29 octobre 1922

## Distribution
- William Farnum : Dick Leighton
- Lois Wilson : Jean Ainsworth
- Robert McKim : David Ainsworth
- Tully Marshall : Samuel McAllister
- Hardee Kirkland : Judge Gordon Randolph
- Otis Harlan : Dr. Evans
- Will Walling : Bill Murray
- Alma Bennett : Nora Foster
- Eugene Pallette : Tommy Ainsworth
- Fred Kohler : Cass Blake
- John Francis Dillon : Jackson

## À noter
- Le tournage du film a commencé le 15 août 1922[1].